# Machabayanahalli, Hunsur
Machabayanahalli là một làng thuộc tehsil Hunsur, huyện Mysore, bang Karnataka, Ấn Độ.